# 1948年中華民国立法委員選挙
1948年中華民国立法委員選挙（1948ねんちゅうかみんこくりっぽういいんせんきょ、繁: 1948年中華民國立法委員選舉、正式名称: 第1屆立法委員選舉）は、1948年（民国37年）1月21日から23日にかけてに行われた、中華民国の国会である立法院を構成する立法委員を選出する選挙である。
中国国民党率いる国民政府は当初、この選挙を1947年（民国36年）10月の第1期国民大会代表選挙と同時に実施する予定であった。しかし、当時の中国では中国国民党と中国共産党との間で内戦が勃発していたことから、交通の不便を理由に選挙は延期され、最終的には予定より遅れて翌年に実施された。中国国民党、中国民主社会党、中国青年党が選挙に参加し、中国共産党や中国民主同盟などは選挙への参加を拒否した。
当時の中華民国の人口は約4億6100万人、立法院の総議席数は759議席であり、約60万人につき1人の立法委員が選出されたことになる。
この選挙で選出された第1期立法委員は1948年（民国37年）に南京で開会した第1回立法院の会議に出席し、国民政府から中華民国政府への移行に参加した。しかし、内戦に敗北した中華民国政府は1949年（民国38年）12月、台湾に政府機構を移転した。その後も「全中国を代表する」という中華民国の正当性を維持するために立法委員の改選は長期に渡って凍結され、1991年（民国80年）末に退任するまでの間、43年以上にわたって「万年国会」を形成した。

## 背景
中華民国の建国初期（臨時政府・北洋政府時代）にはすでに全国的な国会が実施されていた。当時の国会は参議院と衆議院の両院制であり、参議院の議員は各省議会による間接選挙、衆議院の議員は国民による直接選挙で選出された。
- 1912年 - 1913年（民国元年 - 民国2年）：第1回国会議員選挙（中国語版）（参衆両院）
- 1918年（民国7年）：第2回国会議員選挙（中国語版）（参衆両院）
- 1921年（民国10年）：第3回国会議員選挙（衆議院のみ、ただし当選した議員による国会は開会されず）

1928年（民国17年）、国民政府による北伐が完了した後、「中華民国国民政府組織法」の規定に従い、国会に代わる新たな立法機関として立法院が設置された。ただし、設立当初は立法委員は直接選挙ではなく国民政府によって任命され、任期は2年であった。当初49人だった定員は1934年（民国23年）の時点で194人に増加し、同年に就任した立法委員は日中戦争の影響を受けて1947年（民国36年）まで任期を延長された。
1946年（民国35年）に開催された政治協商会議と制憲国民大会を経て1947年1月1日に「中華民国憲法」が公布され、12月25日に施行された。同年4月、憲政開始による政府機構の改編に伴う国政選挙の準備を行うため、国民政府は中央選挙総事務所（後の中央選挙委員会）を設置した。しかし、政治協商会議で自らの要求が通らなかった中国共産党と中国民主同盟はこの新政府への参加を拒否して第二次国共内戦を展開し、選挙への参加もボイコットした。
1948年（民国37年）1月、憲法第64条に基づいて憲法施行後初の立法委員選挙が実施された。国土が広大なために選挙の日程を全国で揃えることができず、1月21日から1月23日にかけて行われた。前年の11月に実施された第1期国民大会代表選挙で党の推薦を得ていない候補が乱立して混乱を招いたことを受け、中国国民党中央委員会は党内推薦の審査を強化し、国民政府も「政党の党員であるにも関わらず政党の推薦を受けていない場合は立候補できない」「無所属の人物が立候補する場合、3000人の有権者の署名を集める必要がある」といった規定を設けた。

## 選挙制度
憲法第64条の規定によると、各省・直轄市に割り当てられる議席数は、人口300万人未満の場合は5席、人口300万人以上の場合は100万人ごとに1席加算するとされた。その他の選挙区（蒙古の各盟旗・西蔵・辺境地区の各民族・僑居国外国民・職業団体）に対する議席数の割り当ては、それぞれ個別に法律が定められている。さらに、各省・直轄市の選挙区では女性候補の定数も設定された。今回の選挙で773人の立法委員の選出が予定され、以下のように配分された。
1. 各省・直轄市：622
2. 蒙古各盟旗：22
3. 西蔵：15
4. 辺境地区の各民族：6
5. 僑居国外国民：19
6. 職業団体：89

立候補の条件については、「立法委員選挙罷免法」第12条で「3000人以上の有権者の署名または政党からの推薦」と規定されている。華僑や職業団体については、「規定数の有権者による署名」のみが条件とされた。

## 選挙の経過
1947年5月5日、国民政府は「国民大会代表立法院立法委員選挙総事務所条例」を正式に公布し、中央選挙総事務所が選挙を管理することになった。6月13日に国民政府は張厲生・洪蘭友・蔣匀田・劉淑相・金体乾を総事務所委員会委員に任命して張厲生が主席に就任し、6月25日に選挙総事務所が南京に設置された。同時に、地方での選挙の管理を担当する省・市・県の選挙事務所も各地に設置された。中国共産党と中国民主同盟は選挙への参加をボイコットし、中国国民党・中国民主社会党・中国青年党のみが参加した。1948年1月21日から23日にかけて選挙が実施され、全国の各省・直轄市・蒙古各盟旗・西蔵・職業団体・華僑の2億人近い有権者が投票し、立法委員が選出された。第二次国共内戦の影響で中国共産党の実効支配地域では選挙が実施できなかったため、国民政府は補充条例を制定して代わりに近隣の綏靖区で立法委員を選出させた。
新疆省の定数は6議席であったが、東トルキスタン共和国の実効支配地域で選挙が実施できなかったため5人が選出された。西蔵地方の定数は5であったが、当選者名簿の提出が遅れたため、規定に従って当時南京に駐在していた3人のチベット人国民大会代表が立法委員を兼任した。僑居国外国民の定数は19であったが、8人しか選出されなかった。よって合計14の欠員が生じ、最終的な立法委員の議席数は759となった。
駐中国アメリカ大使のジョン・レイトン・スチュアートは国民大会代表選挙と立法委員選挙の様子を見て「アメリカ人から見れば到底納得のゆくような選挙ではないかもしれない。しかし、このイベントの教育的価値は計り知れない。今回の選挙を皮切りに、中国はまさに民主化の道を進み始めたのであり、国内の民主化建設に甚大な影響を与えるだろう」と語った。

## 関連する選挙
1947年の憲法施行後、「中央民意代表機構」には立法院の他に国民大会と監察院も含まれるようになった。そのため、国民大会と監察院でも選挙が行われることとなった。
しかし、第二次国共内戦に敗北した中華民国政府は1949年（民国38年）に台湾に移転し、第1回立法委員選挙で選出された立法委員の改選は「台湾地区での欠員補充」を理由に1969年（民国58年）に補欠選挙が行われるまで凍結され、同様の措置が取られた国民大会や監察院とともに、いわゆる「万年国会」を形成することになった。だが、1975年（民国64年）に蔣介石が死去すると、次第に高まり出した民主化要求に抗しきれなくなった中華民国政府は蔣経国時代の1987年（民国76年）には台湾地区に発令されていた戒厳令を解除し、李登輝時代の1991年（民国80年）には中華民国憲法の条文を実質的に凍結してきた「動員戡乱時期臨時条款」の廃止を断行するとともに「中華民国憲法増修条文」を公布・施行し、政治面での民主化にも乗り出した。その結果、同年12月には長らく万年国会を形成してきた国民大会の全面改選が実施され、翌1992年（民国81年）には遂に立法院の全面改選が実施されるに及んで万年国会は解消されることとなった。
一方、第二次国共内戦に勝利した中国共産党は1949年10月1日に中華人民共和国を建国し、中国大陸の統治を継続している。中華人民共和国では1954年に立法府として全国人民代表大会（全人代）が設置され、第1期全国人民代表大会の代表を選出する選挙が行われた。

## ギャラリー
1947年11月の第1回国民大会代表選挙と1948年1月の第1回立法委員選挙は実施時期が近く、それぞれの写真がどちらの選挙のものであるか詳細が不明であるため、ここにまとめて掲載している。

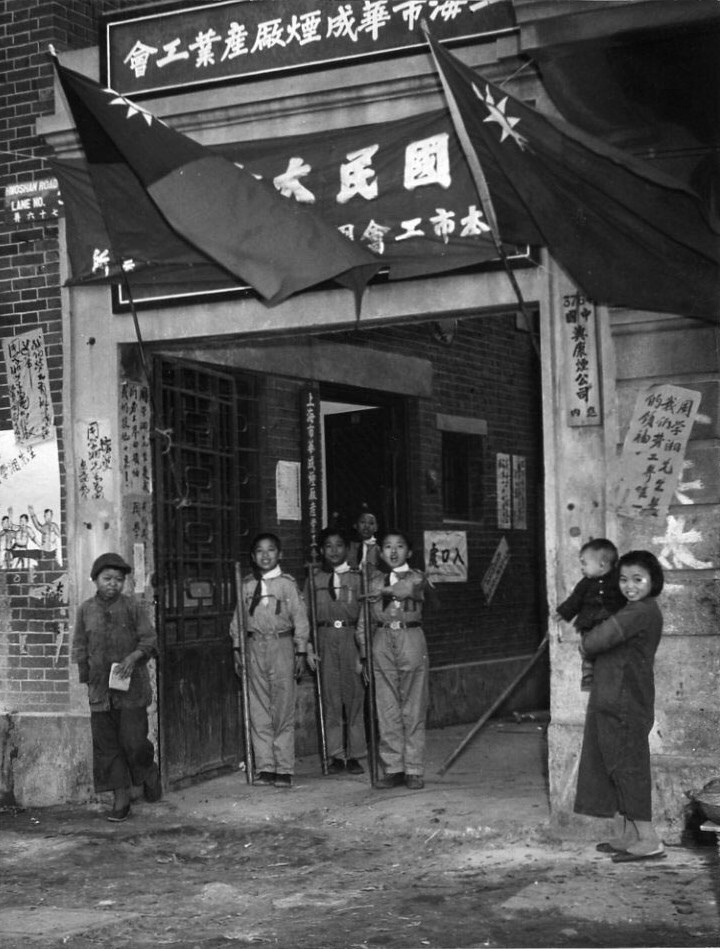
上海市内の投票所
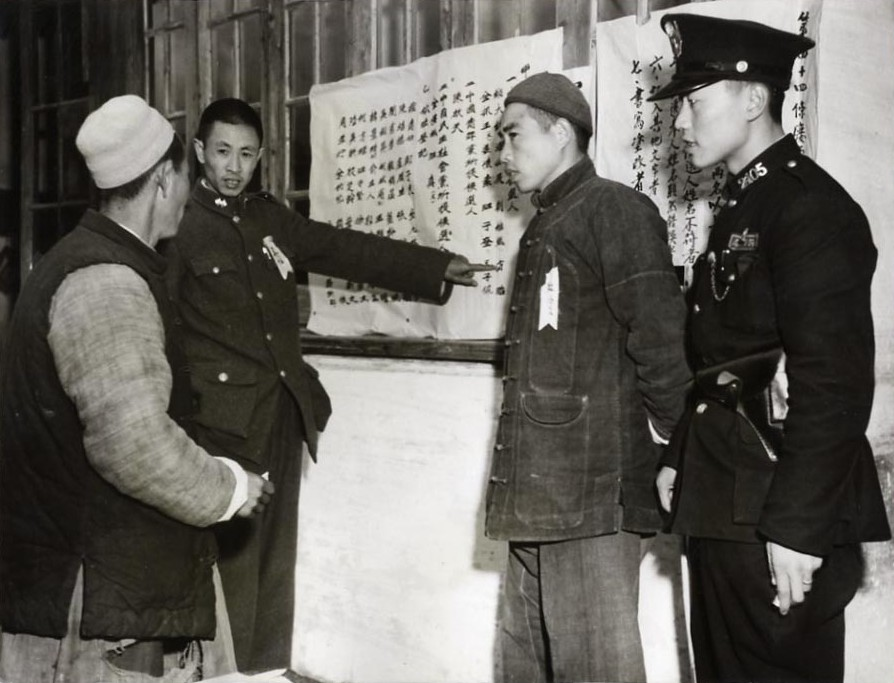
国民に投票規則を説明する職員
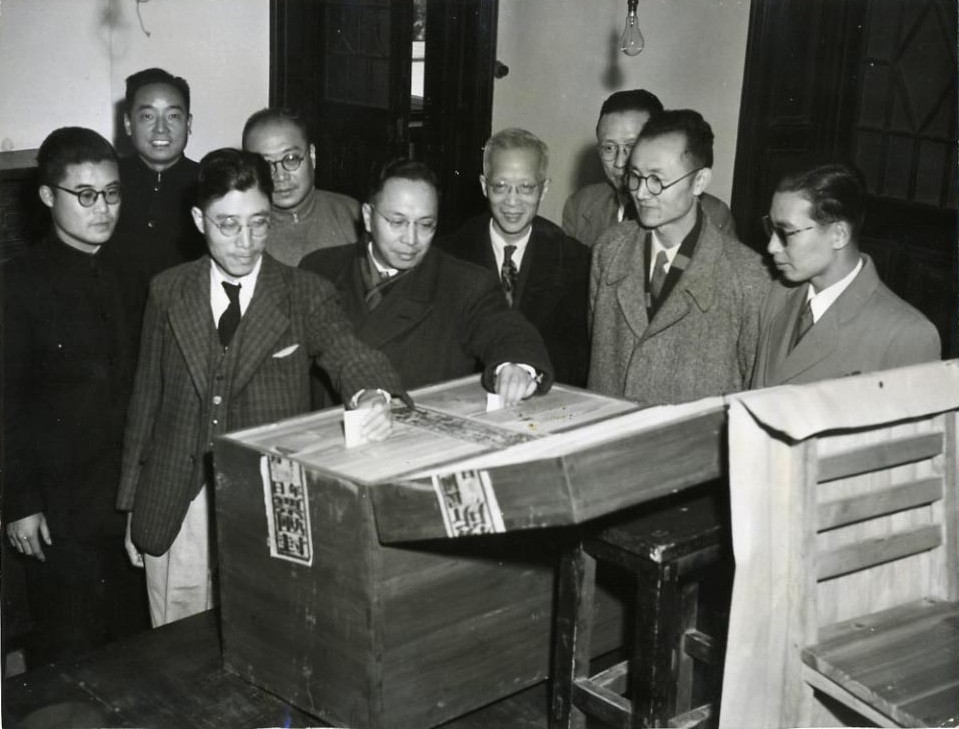
投票する上海交通大学の教授たち
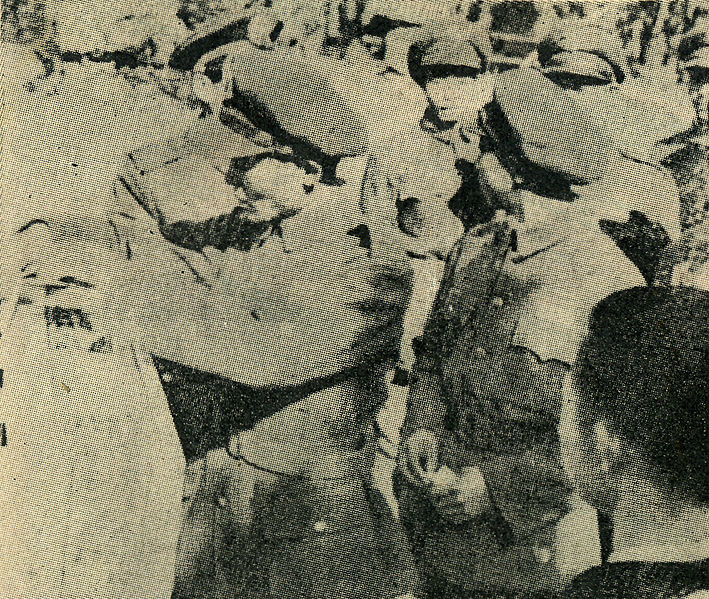
投票する兵士
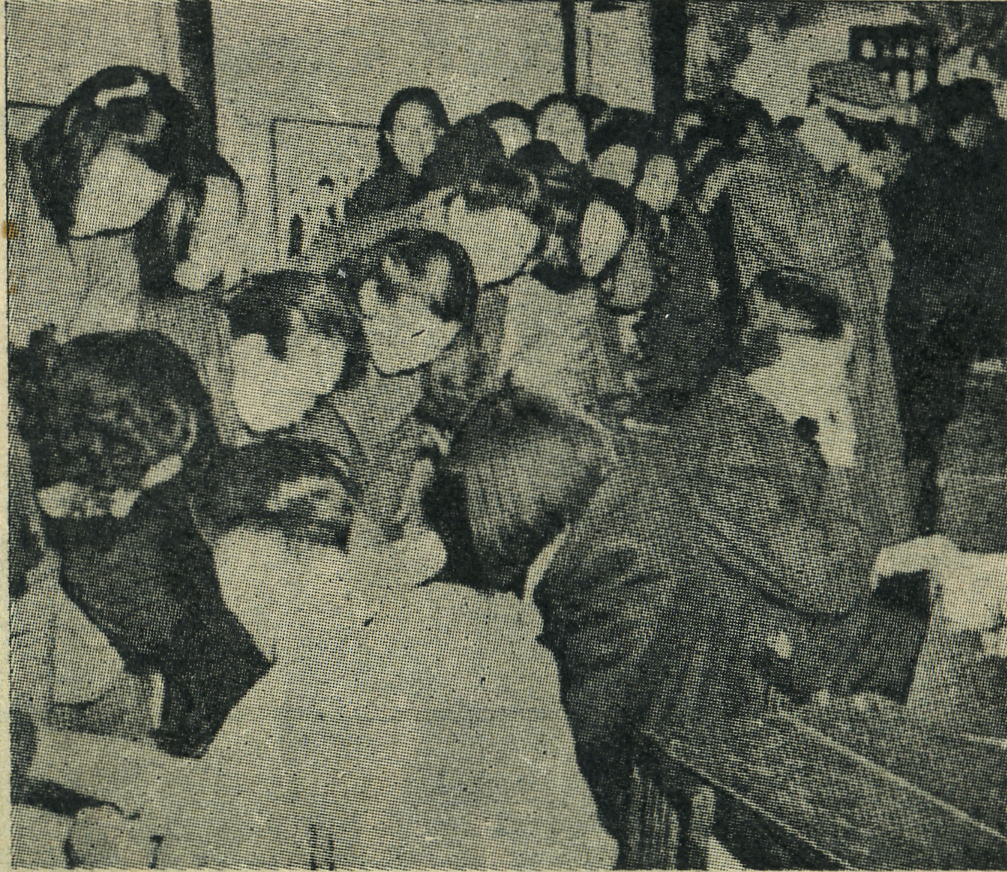
投票する市民たち
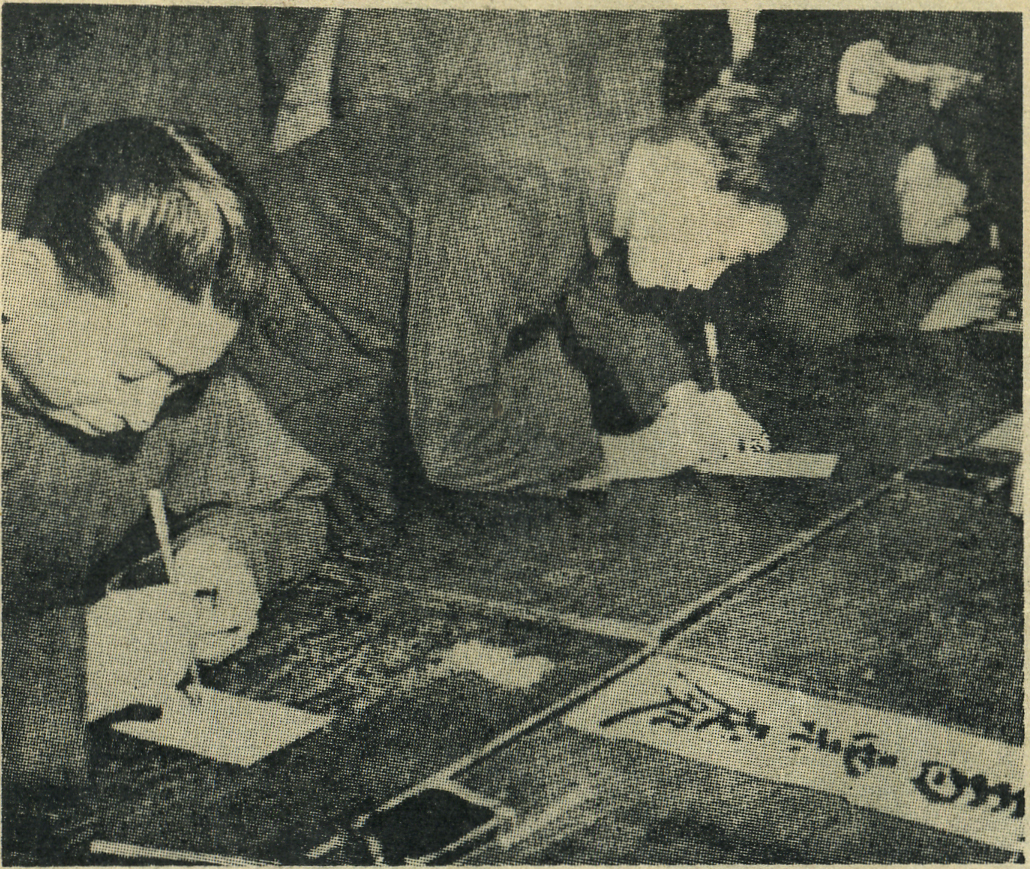
投票用紙に記入する市民たち
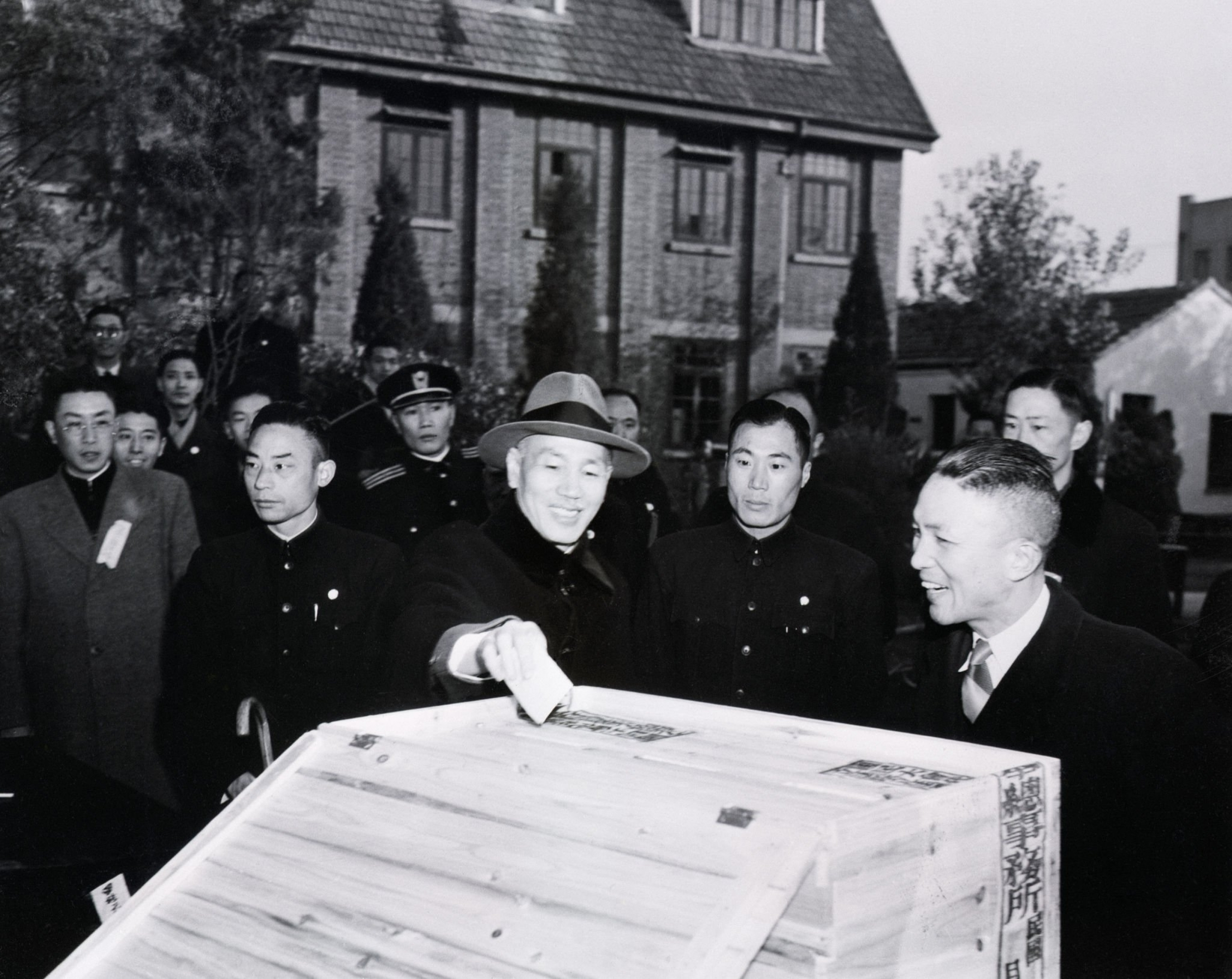
南京市民として陳裕光（中国語版）に投票する蔣介石
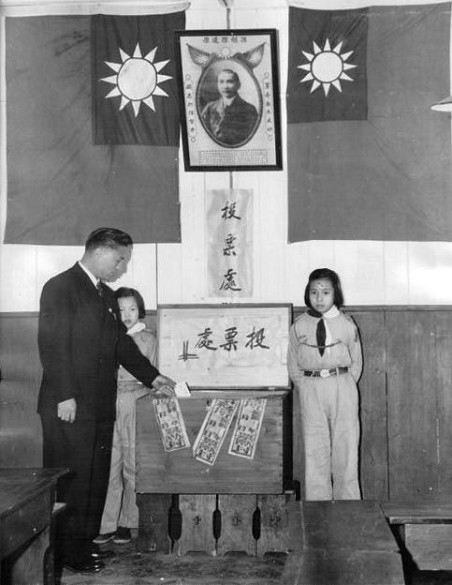
投票箱
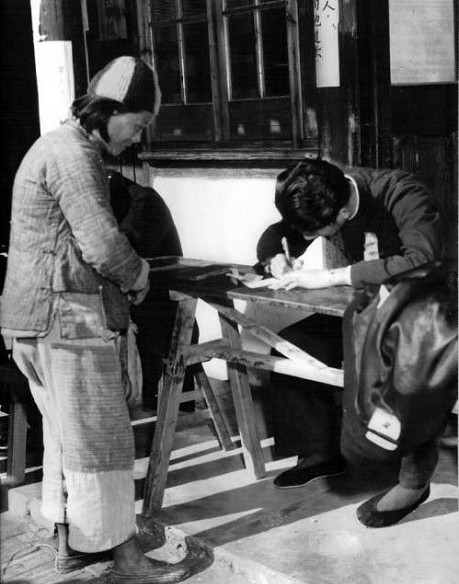
女性も選挙権を有した
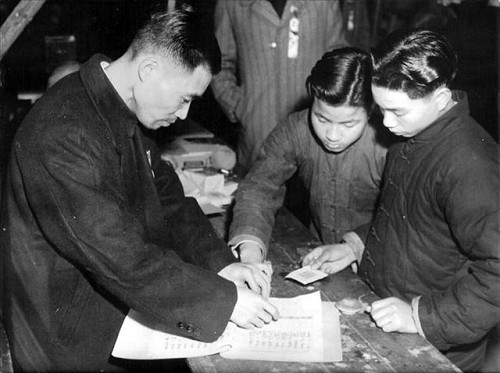
有権者登録
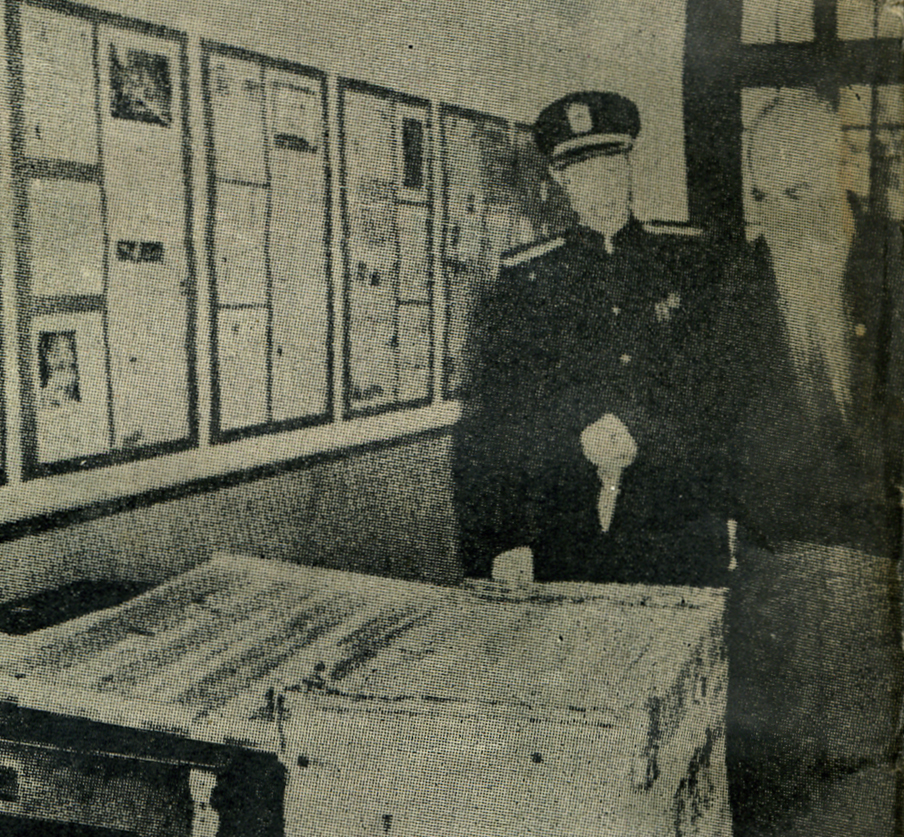
投票する于右任（監察院長）
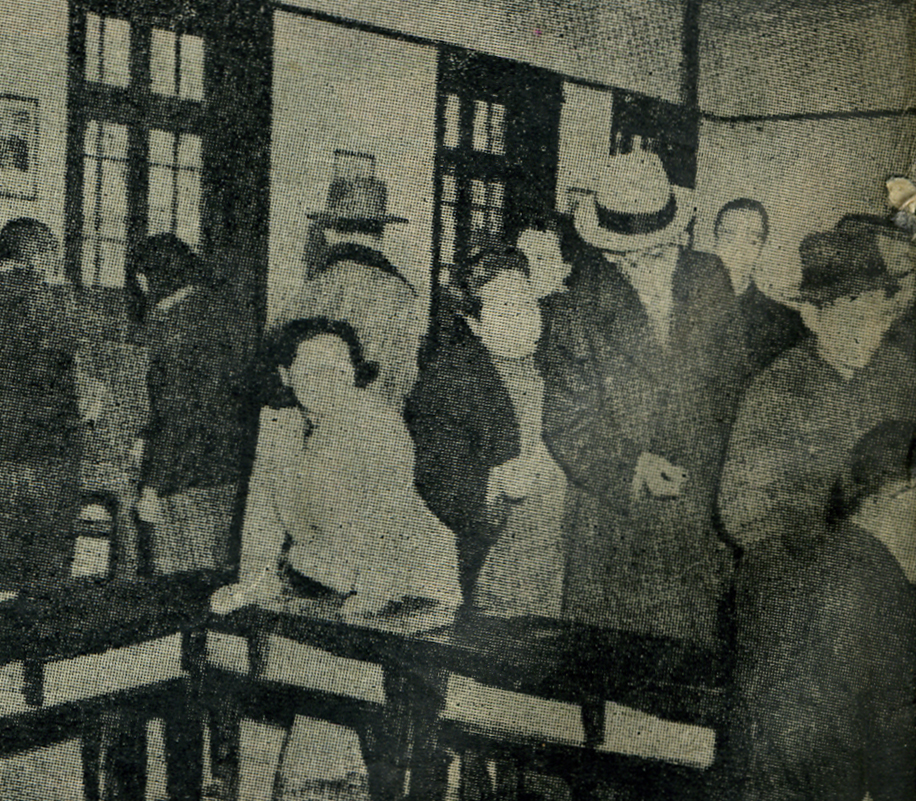
投票の列に並ぶ呉鉄城（国民党秘書長）